# Muzică de colecție, Vol. 62 – Laura Stoica
Muzică de colecție, Vol. 62 – Laura Stoica este o compilație ce conține piese interpretate de solista de muzică pop rock Laura Stoica. Materialul a fost lansat sub formă de compact disc pe data de 6 octombrie 2008, fiind distribuit împreună cu ziarul Jurnalul Național și fiind însoțit de un supliment dedicat artistei. Compilația face parte din seria Muzică de colecție / Recurs la România și, alături de piese reluate de pe albumele Laurei Stoica, include câteva melodii needitate anterior pe vreun suport audio.

## Piese
1. Ai fost laș (live) (Ionel Tudor / Andreea Andrei)
2. Dă-mi din nou curajul de-a trăi (Cornel Fugaru / Mirela Voiculescu Fugaru)
3. El e omul (live) (Laura Stoica, Florin Ionescu / Laura Stoica)
4. Luna (Laura Stoica, Emanuel Gheorghe / Laura Stoica)
5. Mai frumoasă (Laura Stoica, Emanuel Gheorghe / Laura Stoica)
6. Toamnă pe autostradă (Eugen Mihăescu / adaptare după Adrian Păunescu)
7. Uită (Vlady Cnejevici / Nana Cnejevici, Laura Stoica)
8. Dă, Doamne, cântec (Viorel Gavrilă / Eugen Rotaru)
9. Focul (Răzvan Mirică, Laura Stoica / Laura Stoica)
10. Mereu mă ridic (Laura Stoica, Remus Carteleanu, Matei Bulencea / Zoia Alecu)
11. Cui îi pasă (Eugen Mihăescu / Eugen Mihăescu, Laura Stoica)
12. Un actor grăbit (Bogdan Cristinoiu / Andreea Andrei)
13. Crazy 4 U (Laura Stoica / Laura Stoica)
14. E Rai (Laura Stoica / Laura Stoica)
15. Believe (Brian Higgins / Stuart McLennen / Paul Barry / Steven Torch / Matthew Grey / Timothy Powell / Tommy Simms / Judson Spence)
16. ...Nici o stea (Nicu Damalan / Laura Stoica)
17. Fever (live) (Eddie Cooley / John Davenport)
18. Îngerii nu plâng (Ion Cristinoiu / Roxana Popescu)